# محافظة شاشوينجساو
محافظة شاشوينجساو (بالتايلاندية:ฉะเชิงเทรา) و (بالإنجليزية:Chachoengsao) هي واحدة من محافظات تايلاند الخمس والسبعين تقع بجوار محافظة براشينبوري ومحافظة سا كايو ومحافظة تشانثابوري ومحافظة تشونبوري ومحافظة ساموت براكان وبانكوك ومحافظة باثوم ثاني ومحافظة ناخون نايوك و

## الجغرافيا
تمتلك المحافظة ساحل قصير علي خليج تايلاند والجزء الغربي من المحافظة سهل منخض ويمر به نهر بانج هونج والذي يستخدم بشكل كبير في زراعة الارز اما شرق المحافظة فهي تضاريس جبلية معا ارتفاع أكثر من 100 متر فوق سطح البحر

## التقسيمات الادارية
تنقسم المحافظة إلى 11 مقاطعة داخلية وتنقسم هذه المقاطعات إلى 93 مقاطعة فرعية (بلدية) و 859 قرية .
| 1. موينج شاشوينجساو 2. بانج كالا 3. بانج نام بريو 4. بانج باركونج 5. بان فو 6. فانوم ساراخام | 1. رتجاسان 2. سنام تشاي كيط 3. بلينج ياو 4. ثا تاكنب 5. كولونج |

## أعلام
- اكاراون سواسدي